# OJ 287
OJ 287 es un objeto BL Lac que ha producido una estallido visible casi periódico, yendo hacia atrás aproximadamente 100 años, cuando aparece por primera vez en placas fotográficas de 1891. Fue detectado en la longitud de ondas de radio durante el transcurso del Ohio Sky Survey.
Su agujero negro supermasivo central tiene una masa de 18000 millones de veces la masa del Sol, más de seis veces el valor calculado para el anterior más grande conocido.  Su desplazamiento al rojo es z=0,306 por lo que, utilizando para el cálculo las Ecuaciones de Friedmann, sabemos que el tiempo de vuelo de la luz en llegar a nosotros es de 3500 millones de años  y que eso implica que se halla situado a una distancia de 4000 millones de años luz de la Tierra: está relativamente cerca de la Tierra para ser un cuásar.
La curva de luz muestra que OJ 287 tiene una variación periódica de entre 11 y 12 años con un reducido pico doble de máximo brillo. Este tipo de variación sugiere que su motor es un agujero negro supermasivo binario donde un (relativamente) pequeño agujero negro con unos 100 millones de masas solares órbita el agujero negro mucho mayor con un período orbital observable de 11 a 12 años. El brillo máximo es obtenido cuando la componente menor atraviesa el disco de acrecimiento de la componente supermasiva en el pericentro o apsis.
La masa fue calculada en un equipo liderado por Mauri Valtonen del Observatorio Tuorla en Finlandia, y los resultados del grupo fueron presentados al público en el 211.º encuentro de la American Astronomical Society (AAS). La ocurrencia de esas explosiones permite que la precesión de la órbita elíptica del compañero sea medida (39° por órbita), lo cual permite que la masa del agujero negro central sea calculada utilizando los principios de la Relatividad general de Albert Einstein (véase el Problema de Kepler en Relatividad General).

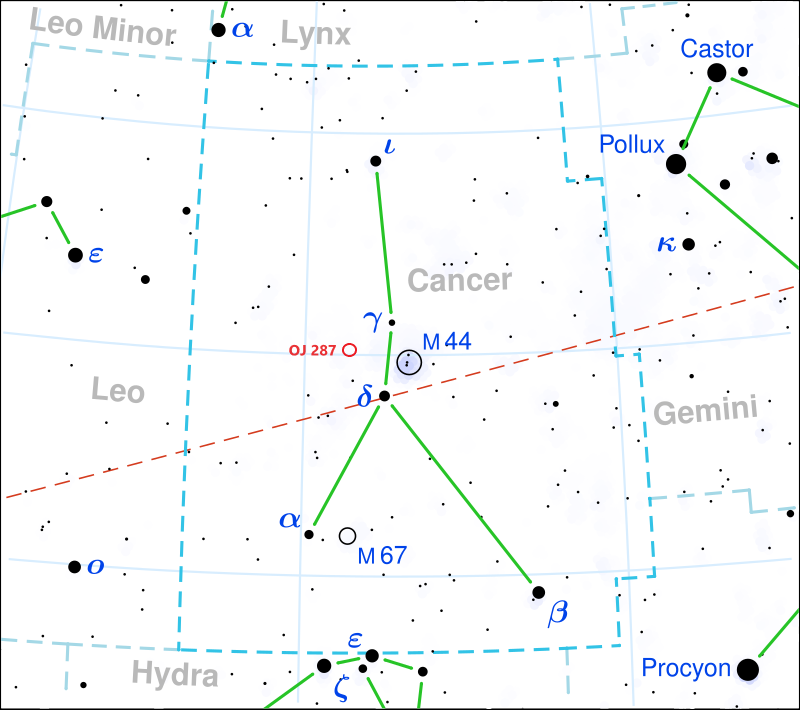
Localización de OJ 287 (Circulado en rojo)

La exactitud de esa medición ha sido puesta en duda debido al limitado número y precisión de compañeros orbitales observados, pero el valor calculado podrá ser mayormente refinado utilizando futuras mediciones. La órbita del compañero está decayendo debido a la emisión de ondas gravitacionales y se espera su fusión con el agujero negro central en aproximadamente 10,000 años.
El estudio ha sido publicado en el Astrophysical Journal.